# Бар, Станни ван
Станни ван Бар (нидерл. Stanny van Baer; род. 1942) — Мисс Нидерланды, вторая победительница конкурса Мисс Интернешнл.
Она завоевала титул в 1961 году на конкурсе, прошедшем в Лонг-Бич (Калифорния), США. Она является единственной голландкой, выигравшей на этом конкурсе.